# Власне світіння атмосфери

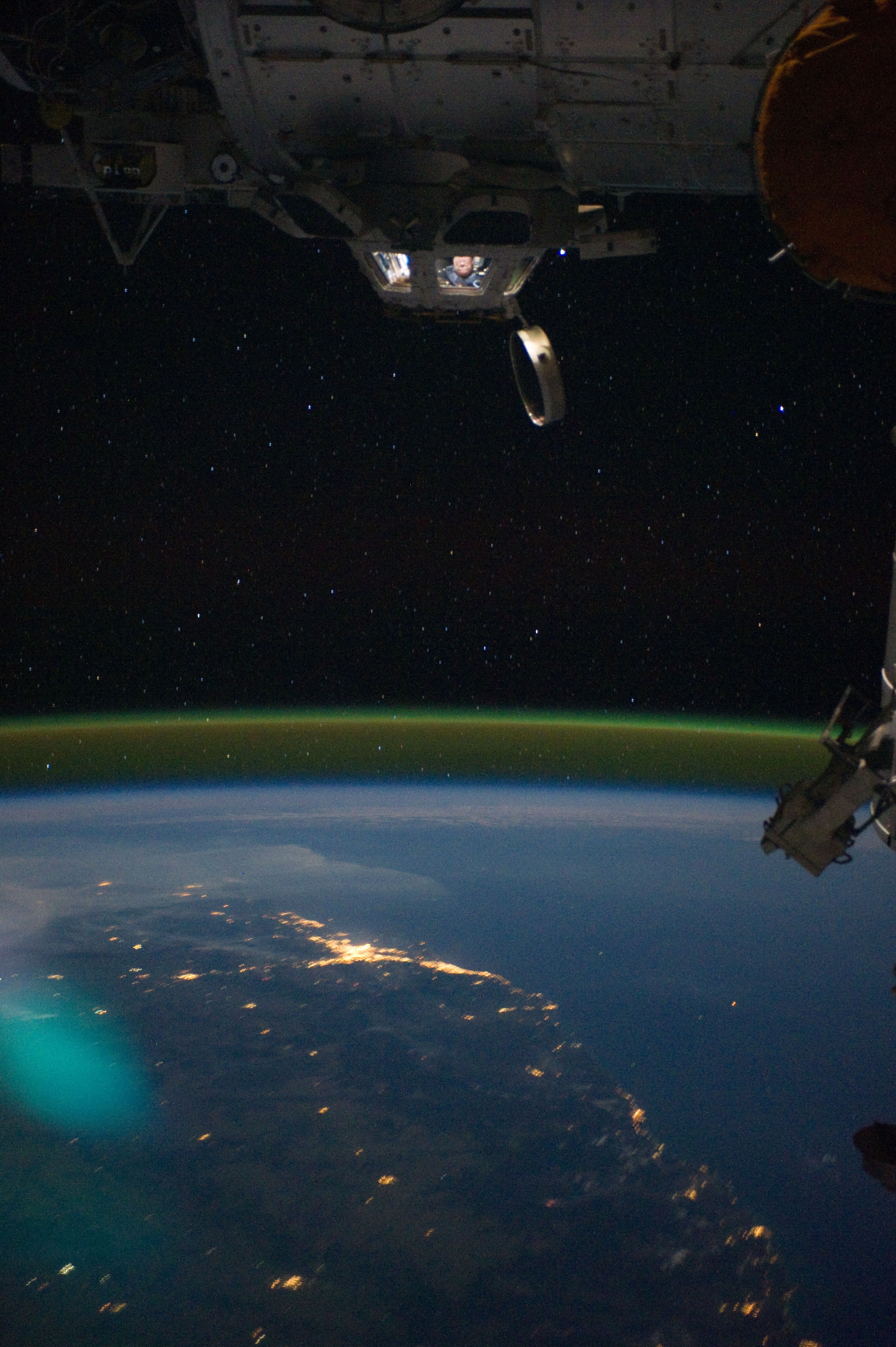
Світіння неба над горизонтом, зняте з борту МКС.

Власне світіння атмосфери — дуже слабке випромінювання світла атмосферою планети. У випадку з атмосферою Землі цей оптичний феномен призводить до того, що нічне небо ніколи не є повністю темним, навіть якщо виключити світло зірок і розсіяне світло Сонця з денною боку.
Світіння неба є в 1000 разів інтенсивнішим в денний час, проте вивчення феномена денного свічення атмосфери утруднено через те, що воно губиться в яскравому світлі Сонця.

## Відкриття
Феномен світіння неба був відкритий в 1868 році шведським вченим Андерсом Ангстремом. З тих пір відбувалося його спостереження і лабораторне дослідження. Були відкриті різні хімічні реакції, в ході яких можливе утворення електромагнітного випромінювання, і виділені ті процеси, які можуть відбуватися в атмосфері Землі. Астрономічними спостереженнями було підтверджено існування саме такого випромінювання.

## Опис

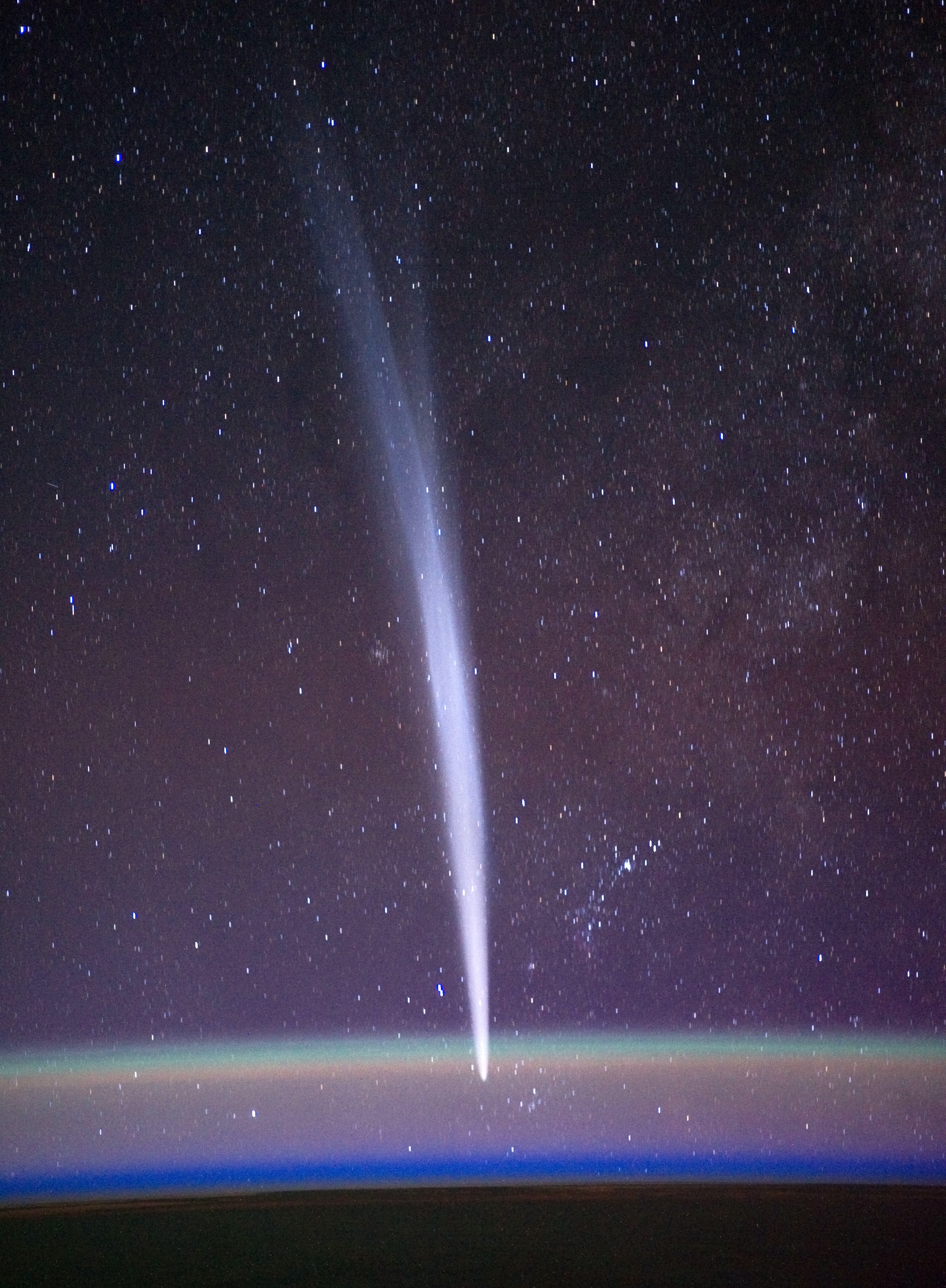
Комета Лавджоя, що проходить за світінням неба Землі 22 грудня 2011 року.

Світіння неба викликається різними процесами у верхніх шарах атмосфери, зокрема, рекомбінацією іонів, що утворилися в процесі фотоіонізації під впливом випромінювання Сонця в денний час; люмінесценцією, спричиненою проходженням космічних променів через верхні шари атмосфери, а також хемілюмінесценцією, пов'язаної в основному з реакціями, що йдуть між киснем, азотом і гідроксильним радикалом на висоті кількох сотень кілометрів.
Вночі світіння атмосфери може бути досить яскравим, щоб бути поміченим спостерігачем, і зазвичай має блакитний колір. Хоча світіння атмосфери є практично рівномірним, для наземного спостерігача воно здається найяскравішим на відстані 10 градусів від горизонту.
Одним з механізмів світіння атмосфери є з'єднання атома азоту з атомом кисню з формуванням молекули окису азоту (NO). В ході даної реакції випромінюється фотон. Іншими речовинами, здатними зробити внесок у світіння неба, є гідроксильний радикал (OH), молекулярний кисень, натрій і літій.
Нічне світіння не є постійним за яскравістю. Ймовірно, його інтенсивність залежить від геомагнітної активності.